# 중성로
중성로(Jungseong-ro)는 대한민국의 경상북도 포항시 북구 흥해읍 옥성리에서 중성리를 거쳐 연결하는 도로이다.
2009년 12월 1일 도로명 주소 사업에 인해 중성로로 지정되었다.

## 노선 구간
- 삼거리 명칭 미상
  - 흥해로
    - 혜성의원
    - 흥해119안전센터
    - 해맞이타운아파트
    - 흥해보건지소
    - 만서세화타운
- 사거리 명칭 미상
  - 한동로, 한동로106번길

## 차로수
- 왕복 4차로